# الداعي الأنجداني
الداعي الأنجداني (توفي في القرن الخامس عشر الميلادي تقريبًا) شاعر إسماعيلي نزاري ينحدر من أنجدان، وعاش في عهد الإمام الإسماعيلي المستنصر بالله الثاني (توفي عام 1480 م) ومن المرجح أنه توفي في عهد الحاكم التيموري لهرات السلطان حسين ميرزا بايقرا. وبما أن مصطلح "داعي" يدل على مرتبة عالية في التسلسل الهرمي الإسماعيلي (الحدود)، فإن اسم الشاعر يشير إلى أن هذه الشخصية ربما احتلت مكانة بارزة فيه وأن لقب الداعي قد منحه إياه الإمام الإسماعيلي، وليس مجرد لقب (التخلص).

## حياته
أحد أقدم الإشارات إلى الداعي الأنجداني هو ضمن سجل الشعراء الذي جمعه إسكندر بيك منشي في عهد شاه طهماسب الأول في منتصف القرن السادس عشر. هنا، وُصِف بأنه عالم بارز. ويُوصف شقيقه مالك طيفور بنفس الوصف بأنه رجل تقيّ ومخلص، ويُعرف أيضًا بأنه مسافر حول العالم. يُصوَّر الداعي على أنه شخصية منضبطة ومستقيمة، "مثل الدراويش". اشتهر الداعي بشعره الواضح، وخاصة قصائده وأبيات الحب (الغزاليات) . يظهر كل من الداعي وشقيقه مالك في مختارات لطف علي بيك للشعراء بعنوان "أتشكادا".